# Selman Mesbeh
Selman Mesbeh Al-Meamari (Doha, 27 agosto 1980) è un ex calciatore qatariota, di ruolo difensore.

## Carriera

### Club
Ha sempre giocato nel campionato qatariota.

### Nazionale
Con la maglia della nazionale ha partecipato alla Coppa d'Asia nel 2004.